# تیموتی فوسو-منسا
اوانز تیموتی فوسو فوسو-منسا (هلندی: Evans Timothy Fosu Fosu-Mensah؛ زادهٔ ۲ ژانویهٔ ۱۹۹۸) بازیکن فوتبال اهل هلند است که در پست مدافع برای بایر لورکوزن بازی می‌کند.

## زندگی حرفه‌ای
تیموتی در آمستردام به دنیا آمد، اصلیت او غنایی است و بازی حرفه‌ای خود را با باشگاه فوتبال آژاکس شروع کرد و در سال ۲۰۱۴ به انگلستان رفت.